# آگوتا سابو
آگوتا سابو (به انگلیسی: Ágota Sebő) (زادهٔ ۷ مهٔ ۱۹۳۴) شناگر اهل مجارستان است.